# (4392) Agita
(4392) Agita (1978 RX5) – planetoida z pasa głównego asteroid okrążająca Słońce w ciągu 3,51 lat w średniej odległości 2,31 j.a. Odkryta 13 września 1978 roku.